# Яцина, Иосиф Михайлович
Иосиф Михайлович Яцина (1897 — ?) — советский железнодорожник и государственный деятель. Депутат Верховного Совета СССР 1-го созыва.

## Биография
Родился в 1897 году.
Наемник, впоследствии — рабочий, машинист паровоза. Член ВКП(б).
В 1936 году установил новый рекорд межпромывочного пробега локомотива — 35 000 км, а в следующем году — 42 000 км. В 1937 году признан лучшим машинистом Южной железной дороги.
С 1937 года — начальник паровозного депо станции Полтава. Избирался членом Полтавского горкома КП(б)У, депутатом Полтавского горсовета.
В годы Великой Отечественной войны — апрель 1943 - 1945 годы, начальник Котласского отделения паровозного хозяйства, Северно-Печорской железной дороги, станция Котлас.

## Награды и почетные звания
- Орден Ленина (1936).
- Орден «Знак Почёта» (1945).
- НКПС значок Почётному железнодорожнику.1936 год.
- НКПС значок "Ударнику Сталинского призыва" 1935 год.
- медаль "За трудовую доблесть"  1940 год.
- медаль "За доблестный труд в Великой Отечественной войне 1941-1945гг." 1945 год.

## Произведения
- Яцына И. М. От одиночек-стахановцев к стахановскому депо: Опыт работы дважды краснознаменного Полтавского депо. — М.: Трансжелдориздат, 1938 (Библиотечка стахановца-паровозника. Методом Стаханова-Кривоноса).